# Casa de Ferrera
La Casa de Ferrera és una casa del segle xv catalogada com a monument i ubicada a la Plaça del Pou Vell (Piazza Civica) de l'Alguer.

## Història
Pren el seu nom de Pere de Ferrera, Marquès de Bonvehí, qui va vèncer en una batalla el 1436 a Nicolò Doria. L'edifici es va fer servir temporalment com a residència de Carles V el 1541, quan aquest es va aturar dos dies a l'illa. Durant el segle xix l'edifici va pertànyer a comte de Maramaldo, i posteriorment al Comte d'Arcayne. El 1960 es va convertir en un edifici d'apartaments.
L'estil de la façana copia els palaus aragonesos del segle xv. La planta baixa disposa de portes amb carreus dovellats, on l'entrada principal permet l'accés a un pati amb escala exterior. El segon pis té finestres amb arcs de mig punt i algunes amb arc modulat, amb alguns capitells decorats amb un estil que també es pressent en alguns edificis de Sàsser, ciutat propera. A la planta superior hi ha construccions afegides de factura moderna. La planta baixa també ha sigut reformada durant el segle xx, per acollir diverses empreses.